# Baris Aladag

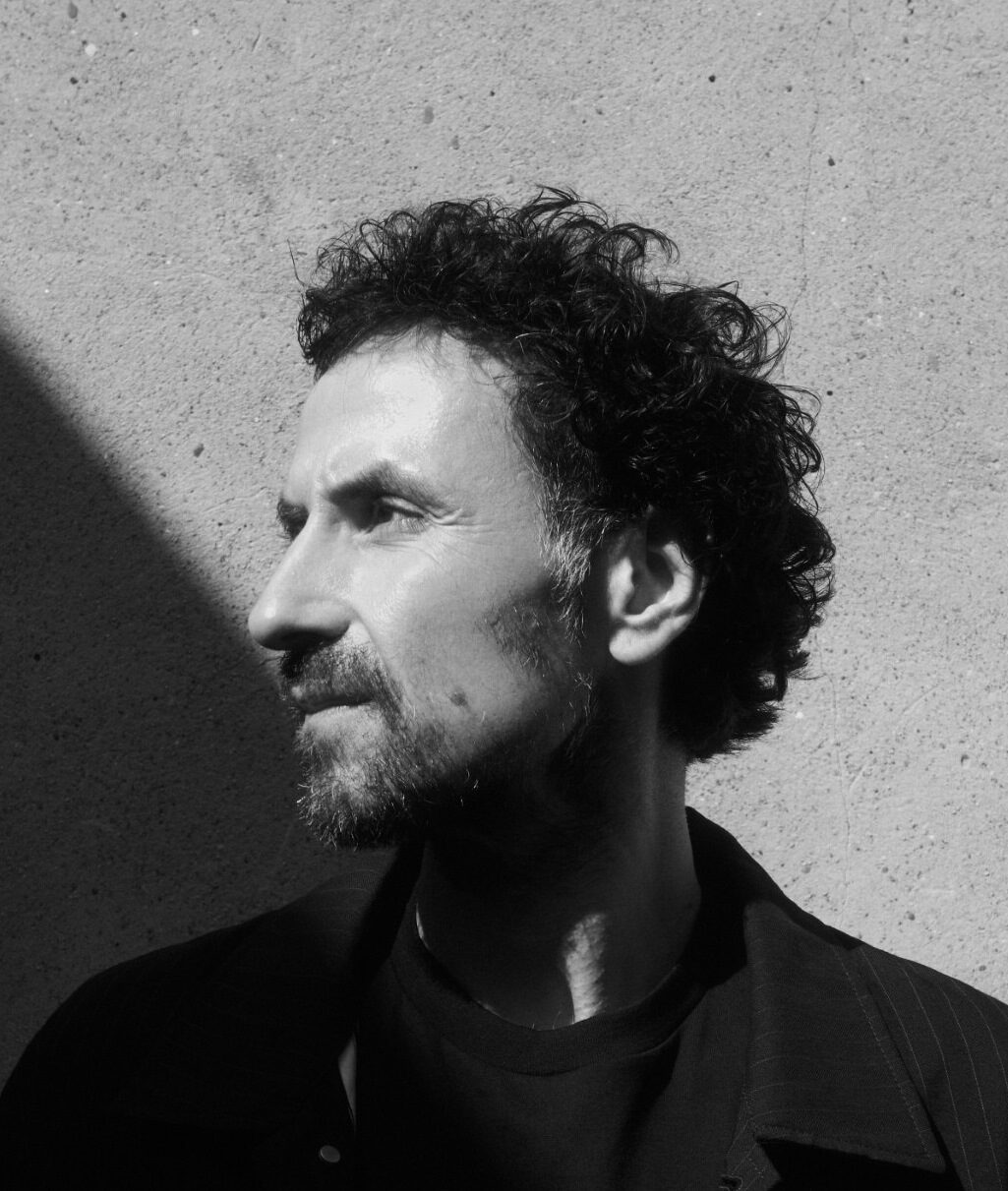
Baris Aladag (2022)

Baris Aladag (* 20. Januar 1981 in Stuttgart) ist ein deutscher Filmregisseur, Filmproduzent, Autor, Songwriter, Musikproduzent und DJ.

## Leben
Bereits in seiner Jugend arbeitete Aladag an diversen Filmprojekten mit und produzierte im Alter von 14 Jahren zwei Techno-Tracks. Nach einem Studium der Philosophie und Anglistik in seiner Heimatstadt Stuttgart wechselte er nach Köln. Dort studierte Aladag an der Kunsthochschule für Medien und erhielt 2008 ein Regie-Diplom. Studienbegleitend begann er seine Laufbahn als Produzent, Regisseur und Drehbuchautor.

## Werk
Ab 2008 beteiligte sich Aladag an zahlreichen Kurzfilmfestivals, unter anderem mit seiner Studien-Abschlussarbeit „Unter Wasser“ und bekam mehrere Auszeichnungen. Aladag führte Regie bei dem vom Festkomitee Kölner Karneval unterstützten Film „Alaaf You“, der 2016 im Kino anlief. Bei diesem Projekt lieferten Kölner Karnevalsbesucher das Rohmaterial, indem sie ihre Aktivitäten mit Hilfe einer eigens entwickelten Smartphone-App dokumentierten. Zudem führte Aladag Regie bei dem vom WDR im Jahr 2016 initiierten Projekt „Kurvenklänge“. Dabei wurden die Fußballhymnen der fünf großen Bundesligavereine Nordrhein-Westfalens vom WDR-Funkhausorchester neu arrangiert und zusammen mit den Fans der jeweiligen Vereine im Stadion aufgeführt.
Der Filmemacher schreibt seit 2004 Songtexte, außerdem produziert er Musikvideos, unter anderem für Rammstein, Alanis Morissette, Jean-Michel Jarre und Clueso. Unter dem Künstlernamen „ALADAG“ veröffentlichte der Stuttgarter 2023 das Album „Picture:Aladag“.
Aladags Werbespot „Is' mir egal“ für die Berliner Verkehrsbetriebe erreichte 2,8 Millionen Aufrufe (Stand 2016). Seine Werke wurden mit zwei Goldenen und einer Platin-Schallplatte ausgezeichnet. In Köln und Berlin gründete er mehrere Filmproduktionsfirmen und eine Plattenfirma.

## Diskografie (Auswahl)

### Songs
- 2008: Clueso – Geisterstadt (Komponist)
- 2008: Clueso – Gewinner (Komponist, Produzent)
- 2008: Clueso – Jede Stadt (Komponist)
- 2009: Max Herre – Blick nach vorn (Komponist)
- 2009: Max Herre – Er sagt sie sagt (Komponist)
- 2009: Max Herre – Es geht (Komponist)
- 2010: Pohlmann – König der Straßen (Komponist)
- 2010: Pohlmann – Wohin (Komponist)
- 2011: Clueso – Baumkrone (Komponist, Produzent)
- 2011: Clueso – Beinah (Produzent)
- 2011: Clueso – Das alte Haus (Produzent)
- 2013: Heino – Gewinner (Komponist)
- 2014: Clueso – Alles leuchtet (Komponist)
- 2014: Clueso – Freidrehen (Komponist)
- 2014: Clueso – Geradeaus (Komponist)
- 2015: Opus Sanctus – Gewinner (Komponist)
- 2018: Clueso – Auf Kredit (Komponist)
- 2018: Clueso – Dünnes Eis (Komponist)
- 2020: Clueso – Aber ohne Dich (Komponist)
- 2021: Clueso – Sehnsucht... (Komponist)

### Singles
- 2009: Clueso – Gewinner (Four Music)
- 2009: Clueso – Aber ohne Dich (Epic Records)
- 2011: Clueso – Zu schnell vorbei (Columbia Records)[10]

## Auszeichnungen
- 2012: Cannes Lions: Silber für das Deutsche Rote Kreuz – „Online Street Musicians“[11]
- 2014: ADC Award: Bronze für Edeka – „Second Chance“
- 2016: ADC Award: 5-mal Silber, 2-mal Bronze für die BVG – „Is' mir egal“[12]
- 2016: Die Klappe: 2-mal Bronze für die BVG – „Is' mir egal“
- 2016: Spotlight Festival für Bewegtbildkommunikation: 2-mal Gold, 1-mal Silber, 2-mal Bronze für die BVG – „Is' mir egal“[13]